# Episodi di 90210 (quinta stagione)

Titoli di testa della stagione

La quinta e ultima stagione della serie televisiva 90210 è stata trasmessa sul canale statunitense The CW dall'8 ottobre 2012 al 13 maggio 2013. La stagione era stata confermata il 3 maggio 2012, ma solo il 28 febbraio 2013 è stato annunciato che sarebbe stata l'ultima della serie. Il giorno in cui è stato trasmesso l'ultimo episodio negli Stati Uniti d'America è andato in onda anche uno speciale retrospettivo intitolato 90210 4ever con interviste a cast e troupe.
In Italia è stata trasmessa per la prima volta dal 20 novembre al 19 dicembre 2013, dal lunedì al venerdì alle 15:30 su Rai 4.
| nº | Titolo originale                              | Titolo italiano            | Prima TV USA     | Prima TV Italia  |
| -- | --------------------------------------------- | -------------------------- | ---------------- | ---------------- |
| 1  | Till Death Do Us Part                         | Finché morte non ci separi | 8 ottobre 2012   | 20 novembre 2013 |
| 2  | The Sea Change                                | Legittimo matrimonio       | 15 ottobre 2012  | 21 novembre 2013 |
| 3  | It's All Fun and Games                        | Il miglior amico           | 22 ottobre 2012  | 22 novembre 2013 |
| 4  | Into the Wild                                 | Natura selvaggia           | 5 novembre 2012  | 25 novembre 2013 |
| 5  | Hate 2 Love                                   | Dall'odio all'amore        | 12 novembre 2012 | 26 novembre 2013 |
| 6  | The Con                                       | La convention              | 19 novembre 2012 | 27 novembre 2013 |
| 7  | 99 Problems                                   | 99 problemi                | 26 novembre 2012 | 28 novembre 2013 |
| 8  | 902-100                                       | 902–100                    | 3 dicembre 2012  | 29 novembre 2013 |
| 9  | The Things We Do for Love                     | Solo per amore             | 10 dicembre 2012 | 2 dicembre 2013  |
| 10 | Misery Loves Company                          | Miseramente insieme        | 21 gennaio 2013  | 3 dicembre 2013  |
| 11 | We're Not Not in Kansas Anymore               | Tra sogno e realtà         | 28 gennaio 2013  | 4 dicembre 2013  |
| 12 | Here Comes Honey Bye Bye                      | Addii                      | 4 febbraio 2013  | 5 dicembre 2013  |
| 13 | #realness                                     | Chiarezza                  | 11 febbraio 2013 | 6 dicembre 2013  |
| 14 | Brother from Another Mother                   | Il fratellastro            | 18 febbraio 2013 | 9 dicembre 2013  |
| 15 | Strange Brew                                  | Sogni da realizzare        | 25 febbraio 2013 | 10 dicembre 2013 |
| 16 | Life's a Beach                                | Surf festival              | 4 marzo 2013     | 11 dicembre 2013 |
| 17 | Dude, Where's My Husband?                     | La notte dei misteri       | 11 marzo 2013    | 12 dicembre 2013 |
| 18 | A Portrait of the Artist As a Young Call Girl | Il ritratto dell'artista   | 15 aprile 2013   | 13 dicembre 2013 |
| 19 | The Empire State Strikes Back                 | Rivelazioni                | 22 aprile 2013   | 16 dicembre 2013 |
| 20 | You Can't Win Em All                          | Il processo                | 29 aprile 2013   | 17 dicembre 2013 |
| 21 | Scandal Royale                                | Scandalo regale            | 6 maggio 2013    | 18 dicembre 2013 |
| 22 | We All Fall Down                              | Lieto fine                 | 13 maggio 2013   | 19 dicembre 2013 |

## Finché morte non ci separi
- Titolo originale: Till Death Do Us Part
- Diretto da: Stuart Gillard
- Scritto da: Patti Carr

### Trama
Tutti sono preoccupati per Dixon che ha subito un gravissimo incidente stradale, ma scopriremo subito che Dixon non è morto ma ha subito gravi danni al fisico e sarà costretto momentaneamente su una sedia a rotelle. Naomi e Max nel frattempo vengono sposati da un giudice di corte, dopo che Naomi è finita in carcere in seguito a un equivoco con un ragazzo che trasportava droga e che ha dato ai due sposini un passaggio per il viaggio di nozze, poi sospeso. Debbie torna da Parigi per stare vicino alla figlia e a Dixon mentre Adrianna che inizialmente ha un'avventura con uno sconosciuto per vendicarsi del comportamento scorretto di Dixon prima dell'incidente, ora dovrà ricredersi e stare vicino al suo ragazzo. Vanessa ritorna da Liam in cerca di pace e lo costringe a rimettersi insieme, in quanto lui le deve dei soldi e soltanto dopo il debito estinto, Vanessa sarebbe disposta a lasciarlo (ma in realtà non è così). A causa di una scintilla elettrica, l'Offshore va a fuoco e Liam non chiama aiuto, poiché capisce che questo è l'unico modo per ottenere i soldi che allontaneranno Vanessa per sempre; ciò che non sa, è che Vanessa riprende tutta la scena. Silver e Teddy decidono di avere un bambino insieme e la ragazza è sempre più confusa riguardo a Liam e Navid, ma sembra che nessuno dei due sia interessato a migliorare i rapporti per ora. Navid e Liam fanno una tregua e dopo l'incendio al locale Navid decide di investire i soldi per riavviarlo, insieme al suo nuovo PR che è il ragazzo con cui è stata Adrianna, ed è pronto a riconquistarla.

## Legittimo matrimonio
- Titolo originale: The Sea Change
- Diretto da: Bethany Rooney
- Scritto da: Lara Olsen

### Trama
Dixon avrà numerose difficoltà nel vivere su una sedie a rotelle e Annie che inizialmente con pazienza cercherà di aiutare il fratello, verrà allontanata dallo stesso, ma quest'ultimo scoprirà che è impossibile per ora cavarsela da solo. Naomi e Max tentano di fare la loro luna di miele, ma Alec, il socio e grande amico di Max, tenta un colpo grosso all'azienda e così Naomi è costretta a organizzare una festa per far sì che i clienti di Max stringano un accordo con la società, di cui anche lei è da poco entrata a far parte. Silver riflette sulla sua relazione passata con Teddy, e del fatto che secondo lei non è mai stato sincero neanche riguardo all'amore che provava, ma Teddy le farà capire che mentiva solo a sé stesso e non riguardo all'amore che provava per lei. Navid cerca di acquisire una nuova immagine per sé stesso, presentandosi alla festa con due attrici pornografiche, mentre Liam è ancora "minacciato" da Vanessa, che gli compra una nuova casa e rivela a tutti di essere fidanzata con il ragazzo. Al termine dell'episodio Vanessa cade dal balcone di casa sua mentre discute con Liam, che chiama i soccorsi ma nell'ultima scena, Vanessa è scomparsa. Liam non vedendola finge di essersi sbagliato parlando al 911.

## Il miglior amico
- Titolo originale: It's All Fun and Games
- Scritto da: Cherie Nowlan
- Diretto da: Brian Dawson

### Trama
Naomi, Silver, Annie e Adrianna organizzano una festa pre-inseminazione per Silver, facendole passare l'ultima giornata da "non mamma", dato che quest'ultima è spaventata di avere un figlio a soli vent'anni; Adrianna la convincerà a sconfiggere la sua paura più grande, che provocherà problemi alla sua caviglia. Nel frattempo Riley cerca di persuadere anche in modo pesante Dixon, per farlo camminare di nuovo e Annie tenterà di fargli capire che non è così facile per il fratello. Alec è sempre più diffidente nei riguardi di Naomi, anche se la ragazza tenta in tutti i modi di farselo amico, ma quando finalmente fra i due ci sarà uno spiraglio di luce, Alec bacia Naomi. Liam è spaventato per la scomparsa di Vanessa dopo che un poliziotto gli fa delle domande sulla donna. Annie convince Dixon ad andare a un incontro per cercare di migliorare la sua situazione psicologica, e qui il ragazzo conoscerà Meigan, la figlia del camionista che ha provocato l'incidente: dopo aver affrontato l'argomento con Riley, riuscirà ad affrontare la situazione e si alzerà dalla sedia, migliorando di molto la sua situazione.
Annie e Riley si chiariscono e forse fra i due nascerà qualcosa. Liam sta per confessare ciò che è successo con Vanessa, ma la polizia afferma che Vanessa è un caso federale, poiché è ricercata per aver assunto più identità e per traffici loschi, così decide di non dire niente e di non continuare la sua vita senza preoccuparsi di lei. Naomi decide di rivelare l'episodio del bacio a Max, ma non subito. L'episodio termina con Alec che guarda delle foto che sono state scattate mentre baciava Naomi al parco giochi.

## Natura selvaggia
- Titolo originale: Into the Wild
- Scritto da: Chris Atwood
- Diretto da: Hanell Culpepper

### Trama
Nel quarto episodio di 90210 vediamo come Naomi abbia pianificato un weekend romantico con Max con l'intenzione di rivelargli di essere stata baciata da Alec; ma quando lui la convince a trascorrere il weekend nella natura in campeggio e la persuade a fare un esercizio di fiducia lei ha paura della sua reazione e non gli dice nulla. Ma più tardi Max rivela a Naomi che Alec gli aveva detto del bacio e le dice di essere profondamente amareggiato dal fatto che non era stata lei a dirglielo. Intanto Silver scopre che le foto di lei nuda che aveva fatto come book fotografico per ricordare il suo corpo prima dell'esperienza del parto sono visibili in internet, e grazie all'aiuto dell'affair di Annie riesce a rimuovere tutte le foto. Anche se dopo averle tolte se ne dispiace poiché si accorge quanto sexy potesse ancora essere. Liam nel frattempo si iscrive al corso di legge e commercio tenuto dalla professoressa Lindsey, che ritiene la sua iscrizione al corso non essere assolutamente seria. La costar di Liam, Kendall, cerca di convincerlo a fingere di avere una relazione con lei solo per pubblicità, così lui non essendo d'accordo e sentendosi assillato decide di andare in campeggio con Dixon e Navid.
Ma quando Kendall viene a sapere che Liam si è perso nel bosco prende la palla al balzo e cerca di far sì che il suo ritrovamento diventi pubblico. Navid intanto non ha accettato il fatto che Dixon possa esibirsi all'apertura del locale poiché non lo ritiene pronto ad affrontare un tale impegno così vi è una diatriba tra loro che mette a rischio la loro amicizia. Dixon cerca di convincere Adrianna a assumere Taylor per creare la sua nuova immagine di artista e il video adatto a lei. Dopo che Taylor provoca Adrianna a fargli vedere quanto sexy può essere lei si accorge di provare qualcosa per lui.

## Dall'odio all'amore
- Titolo originale: Hate 2 Love
- Scritto da: Mike Chessler e Chris Alberghini
- Diretto da: Sanaa Hamri

### Trama
Max chiede a Naomi e ad Alec di andare d'accordo ma continuano a tramare. Navid chiede a Liam di non far suonare Dixon perché ancora non è pronto. Continua la storia tra Annie e Colin ma vengono sempre interrotti. Riley sembra mostrare sempre più interesse per Annie. Liam paga un avvocato per regolarizzare la situazione con Navid che organizza gli eventi nel suo locale. L'avvocato è la professoressa Lindsey che l'aveva sminuito in una sua lezione. Continuano le tensioni tra Dixon e Ade. Silver frequenta di nascosto il corso di burlesque ma tutti credono abbia una relazione segreta. È il giorno del party secret organizzato da Navid. Naomi indaga su Alex e scopre che anche lui la sta controllando tramite il suo cellulare. Naomi chiede aiuto a Colin che riesce a sbloccare il suo telefono e a farle scoprire dei collegamenti tra Alec e l'ex fidanzata di Max. Naomi va da lei e la convince a venire al party per far confessare a Max che Alec voleva allontanarlo anche dalla precedente fidanzata. Al party Riley ci prova con Annie ma arriva Colin. L'ex di Max si ubriaca e non arriva a confessare perché quest'ultimo dice che qualcuno ha scoperto la loro idea di gioco e l'hanno copiata. Dixon suona al locale e litiga con Adrianna che dispiaciuta va via e fa l'amore con Taylor. Liam ha un rapporto sessuale con Lindsey durante il party e dei ragazzi li riprendono ma Navid riesce a sequestrare il video. Nell'ultima scena si vede Colin in macchina che parla al telefono dicendo di esser riuscito a trovare i codici del gioco di Max.

## La convenction
- Titolo originale: The Con
- Scritto da: Terrence Coli
- Diretto da: Harry Sinclair

### Trama
Max, Alec e Naomi cercano di trovare una soluzione per modificare il gioco rubato in una sola notte e presentarlo in anteprima al festival del fumetto. Silver chiede a Liam se può andare con lui al festival e Navid si ingelosisce. Annie chiede a Colin di aiutare Max nel progetto. Liam e Lindsey continuano a vedersi di nascosto perché Lindsey non vuole che la scoprano. Max riesce a modificare il gioco e il giorno seguente vanno tutti al festival. Navid decide di andare per mostrare il video di Liam. Nel frattempo Liam convince Silver che Navid merita un'altra possibilità. Adriana continua a vedere di nascosto Taylor. Dixon ha una ricaduta e finisce in ospedale. Navid fa scambiare il video della presentazione del film di Liam con il video hard. Lindsey va da Liam e gli dice che vuole stare con lui. Silver dice a Navid di tenere molto a lui e lui cerca di farsi restituire il video ma non ci riesce. Mostrano il video di Liam e Lindsey e quest'ultima scappa. Liam e Silver chiudono con Navid. Poco prima della presentazione del gioco di Max, Colin propone lo stesso videogioco e così Annie e gli altri scoprono che era solo un infiltrato di un'azienda concorrente. Riley va alla manifestazione per avvisare Annie che Dixon è in ospedale e i due si baciano. Naomi chiede a Max di scegliere tra lei e Alex.

## 99 Problemi
- Titolo originale: 99 Problems
- Scritto da: Terrence Coli
- Diretto da: Harry Sinclair

### Trama
Adrianna viene contattata per cantare a un concerto. Dixon chiede in prestito ad Annie dei soldi per aprire una casa discografica. Silver chiede a Liam di accompagnarla a una visita in clinica per un test sulla fertilità. Naomi aiuta Max ad assumere qualcuno che sostituisca Alex ma trova una ragazza molto attraente e si ingelosisce, proponendogli quindi di prendere lei come socia. Liam è sotto pressione a causa del video, della sua popolarità e dalle telefonate anonime di qualcuno che sa la verità su Vanessa, picchia un fotografo e viene arrestato. Dixon viene a conoscenza di poter rimanere paralizzato per sempre e decide di chiedere ad Adrianna di sposarlo. Lei lo scopre e va in panico confessando a Silver il tradimento. Lo studio di Liam assume una guardia del corpo per proteggerlo dalla stampa: Ashley. Annie e Riley litigano perché lei è troppo apprensiva per la sua disabilità. Prima del concerto Dixon scopre di essere fuori pericolo. Dopo il concerto Dixon regala ad Adrianna degli orecchini e le chiede di essere la sua prima artista nella nuova casa discografica. Silver ha dei disturbi causati dalla cura ormonale e deve interromperla. Naomi decide di assumere Bryce per Max. Riley dà buca ad Annie e poi le chiarisce che vuole essere trattato come qualunque altro ragazzo. Nell'ultima scena Ashley si fa tatuare il volto di Liam sulla schiena.

## 902-100
- Titolo originale: 902-100
- Scritto da: Scott Weinger
- Diretto da: Harry Sinclair

### Trama
Adrianna firma il contratto con Dixon. Navid chiede scusa a Liam ma quest'ultimo non lo perdona. Naomi fa di tutto per entrare nel consiglio degli ex alunni del West Beverly e convince i suoi amici a partecipare alla rimpatriata scolastica cercando di organizzare l'evento migliore rispetto a un'altra ex alunna. Tutto il gruppo, compreso Teddy, partecipano all'evento. Annie incontra tutti i suoi peggiori incubi: la cugina Emily, che aveva fatto di tutto per metterla in cattiva luce e che adesso è diventata un'attrice, e Jasper, l'ex che la minacciava, che aveva tentato il suicidio e distrutto la barca di Liam. Jasper chiede ad Annie di parlare con Liam ma entrambi si insospettiscono. Teddy dice a Silver di esser stato mollato da Shane.
- Nota: Questo è il 100º episodio della serie.

## Solo per amore
- Titolo originale: The Things We Do for Love
- Scritto da: Matthew Diamond
- Diretto da: Marjorie David

### Trama
Quando Alec avvicina Max per creare una nuova società con lui, Naomi interviene cercando di persuadere Bryce a riassumere Max alla sua azienda. Naomi convince Navid a chiedere a Bryce di uscire per un aperitivo, e dopo alcuni cocktail Navid scopre la verità sulla fine di Max, che lascia Naomi ponderare in merito al destino del suo matrimonio. Nel frattempo Liam riceve una lettera di minaccia inerente all'incidente di Vanessa, e Annie, scoperta la cosa, accetta di prestargli i soldi per fermare e incastrare chi manda queste lettere. Ma quando Adrianna dice ad Ashley, ignara di ciò che quest'ultima sia in realtà, di aver visto Vanessa al salone di bellezza, la ragazza sospetta erroneamente che Liam fosse diretto a un incontro segreto con Vanessa. Nel frattempo, Silver è sconvolta quando Teddy rifiuta di firmare i diritti genitoriali e cerca di convincerla a lasciarlo crescere con lei il bambino, ma la cosa non sembra facile.

## Miseramente insieme
- Titolo originale: Misery Lovers Company
- Scritto da: Anton Cropper
- Diretto da: Allen Clary

### Trama
Naomi e Adrianna partono per un viaggio lungo la costa della California per allontanarsi dai loro problemi, ma tutto si complica quando soldi e vestiti vengono rubati dalla macchina di Naomi, compreso il suo anello di nozze. Nel frattempo, Liam si ritrova ostaggio della squilibrata Ashley nel seminterrato dell'Offshore che ha intenzione di portarlo in Messico, mentre Annie e Vanessa scoprono che Ashley non è chi dice di essere. Dixon prepara una festa a casa di Naomi per celebrare l'apertura della sua nuova etichetta discografica. Megan e Dixon hanno una conversazione dove lei convince quest'ultimo di andare avanti, Dixon decide di lasciar andare la sua rabbia e dimenticare Adrianna. Silver continua ad avere problemi con Teddy, il quale vuole far parte della vita del bambino, mentre lei vuole crescere il suo bambino da sola. Silver va dallo zio di Teddy il quale cerca di convincerlo ad abbandonare i suoi tentativi di bloccare la procedura, ma non cambia idea. In preda alla disperazione, Silver firma al posto di Teddy sul modulo della donazione e prende appuntamento per avere l'inseminazione immediatamente. Annie e Vanessa ritrovano Liam cercano di liberarlo, ma Ashley arriva e cerca di impedirlo, nella colluttazione Annie viene ferita.

## Tra sogno e realtà
- Titolo originale: We're Not Not in Kansas Anymore
- Scritto da: Cherie Nowlan
- Diretto da: Liz Phang

### Trama
Annie, in coma durante l'intervento chirurgico dopo l'incidente, si sveglia e si ritrova in una realtà alternativa in cui lei vede ciò che la vita sarebbe stata se lei e la sua famiglia non si fossero trasferiti a Beverly Hills. Annie scopre se stessa che sta lavorando come attrice nel teatro Summer stock in Kansas, ed è ancora fidanzata con Jason, il suo ragazzo del liceo. Annie scopre anche che i suoi genitori avrebbero divorziato comunque, Dixon vive in California ed è rapper di successo, ma confuso, non è in contatto con la sua famiglia e vive una vita spericolata. Navid sembra essere manager e braccio destro di Dixon, che cerca di mantenere Dixon sotto controllo per tutelare la sua immagine. Nel frattempo, Naomi lavora come agente immobiliare e non ha avuto indietro il suo fondo fiduciario dalla sorella, Jen. Naomi diventa la fidanzata di Teddy. Teddy è un tennista di successo, ma non ha mai detto a nessuno il suo vero orientamento sessuale. Adrianna è un'attrice di successo di Hollywood, una " bad girl", non avendo mai smesso con il bere, con la droga e con le feste. Silver è una cinica scrittrice di blog, non ha nessuno, ha il suo sito web dove scrivere cattiverie sulle celebrità. Liam frequenta il college, ma ha problemi con la consegna dei farmaci per Dixon, tutto ciò perché ha un debito con il suo vecchio rivale di scuola, Ty.

## Addii
- Titolo originale: Here Comes Honey Bye Bye
- Scritto da: Stuart Gillard
- Diretto da: Liz Sczudlo

### Trama
Naomi e Max vanno da un consulente matrimoniale, che consiglia a Naomi di lavorare su se stessa, portandola a organizzare un concorso di bellezza per bambine. Dopo essere andato in innumerevoli interviste, Max si rende conto che ciò che vuole veramente fare della sua vita è frequentare un programma al MIT. Ma Naomi non vuole trasferirsi in Massachusetts. Non riuscendo a sostenersi a vicenda, il loro matrimonio ne risente. Così decidono di separarsi. Nel frattempo, Megan non può permettersi di rimanere alla CU per il prossimo semestre, a meno che non ottenga una borsa di studio. Dixon le offre il suo aiuto, nonostante la sua insistenza Megan vuole cavarsela da sola. Così Dixon crea una borsa di studio anonima per lei. Ma questo piano fallisce quando Adrianna scopre che era il suo denaro duramente guadagnato per l'etichetta di Dixon che ha usato per finanziare la borsa di studio. Navid cerca di iscriversi alla CU, ma finisce per essere sfruttato da una società segreta. Quest'ultimo scopre che gli embrioni di Teddy sono l'unica e sola possibilità di Silver di avere un bambino, va da Teddy e gli racconta tutto. A malincuore, Teddy è d'accordo. Ma quando Silver visita l'avvocato di Teddy, si rende conto che c'è un problema. Silver deve trovare una madre surrogata, il che significa che non può dare alla luce il suo bambino. Liam viene cacciato fuori da una palestra di boxe perché troppo violento, ha molta rabbia e frustrazione per il suo rapimento. Inoltre, Annie scopre che Riley è in fase di intervento chirurgico sperimentale al midollo per camminare di nuovo. Con l'aiuto di Dixon, Annie si precipita in ospedale nella speranza di poterlo fermare. Quando arriva, l'intervento chirurgico è già completo. Sembra perfettamente sano fino a quando quella notte, Annie chiama per verificare la sua situazione e scopre che ha subito un coagulo di sangue nel polmone e che è morto.

## Chiarezza
- Titolo originale: #realness
- Scritto da: Mike Listo
- Diretto da: Chris Alberghini e Mike Chessler

### Trama
A Liam viene offerto un ruolo importante in un film da un produttore, ma ha perso ogni interesse a essere famoso. Ancora traumatizzato a causa del suo rapimento dalla stalker, affronta un uomo in macchina fuori casa sua. L'uomo cercava Annie per offrirle un contratto per scrivere un libro sul suo blog osé. Annie si rifiuta di pubblicarlo se questo significa rivelare la sua identità. L'editore si impegna a far sì che rimanga anonimo. Nel frattempo, Naomi e Max vogliono il divorzio in modo che ognuno possa vivere la propria vita, ma sono ancora innamorati. La loro attrazione si rinnova quando lavorano insieme a un evento di beneficenza presso l'Hollywood Bowl. Nonostante Naomi non sia convinta, Max sa che il divorzio è la miglior soluzione. Cercando di impressionare la Cronos Society, Navid rimorchia una bella ragazza in un bar. Essi finiscono per avere un'avventura di una notte, Navid scopre che la giovane donna di nome Michaela, è la madre surrogata per il bambino di Silver e Teddy. Liam è convinto da Navid a continuare a partecipare agli incontri clandestini di boxe a mani nude del Cronos Fight Club. Nel frattempo Adrianna, frustrata dal continuo trattamento crudele da parte di Dixon, vuole uscire dal suo contratto discografico a ogni costo, anche al punto di rubare. Quando questo fallisce, si spoglia all'evento di beneficenza di Naomi e Max per umiliare se stessa e Dixon. A sua insaputa, Dixon aveva invitato altri agenti che avevano accettato di prenderla come cliente. Liam, su suggerimento di Annie, partecipa a un torneo di football per celebrità durante l'evento di beneficenza per sfogare le sue emozioni. Fin qui tutto bene, ma Liam è improvvisamente spinto sotto i riflettori. Alienato con i produttori e agenti di talento che vogliono assumerlo (ricordandosi di Vanessa) e dei tifosi che vogliono il suo autografo (come nel caso della psicotica Ashley), Liam fugge da tutto e ritorna al Cronos Fight Club.
- Altri interpreti: Lyndon Smith (Michaela)

## Il fratellastro
- Titolo originale: Brother from Another Mother
- Scritto da: Benny Boom
- Diretto da: Chris Atwood

### Trama
Annie si arrabbia con Naomi poiché ha rintracciato il loro vero fratellastro biologico Mark, uno chef locale che possiede un camion di cibo gourmet e Naomi cerca di far parte della vita di Mark tenendo un concorso alimentare dove è giudice. Nel frattempo, Liam mostra sintomi del disturbo da stress post-traumatico mentre si prepara a testimoniare contro Ashley, ma lui continua a rifiutarsi di parlare di quella vicenda. Navid cade ulteriormente in azioni scellerate della società Cronos quando scopre che Campbell gestisce un "cheaters club" nello scambio di risposte ai test per le finali. Inoltre, Silver diventa troppo protettiva nei confronti di Michaela pur di non perdere il bambino. Ad Adrianna viene chiesto di sostituire un cantante di una band in una Battle of the Bands in cui Annie aiuta Dixon che è alla ricerca di nuovi talenti. Dixon scopre più tardi il talento di Michaela.
- Guest star: Wolfgang Puck
- Altri interpreti: Charlie Weber (Mark)

## Sogni da realizzare
- Titolo originale: Strange Brew
- Scritto da: Bethany Rooney
- Diretto da: Brian Dawson

### Trama
Naomi cerca di legare di più con Mark mentre lei lo aiuta a prepararsi per l'apertura del loro ristorante, ma ben presto scopre che la preparazione e la cottura dei cibi è più frenetica di quanto poteva immaginare. Dixon convince Michaela a unirsi alla sua etichetta discografica come la sua nuova star di talento e le chiede di cantare alla grande festa di apertura del ristorante di Mark e Naomi. Nel frattempo, ad Annie tornano i vecchi sentimenti per Liam, e questo l'aiuta a scrivere la sua storia e a finirla, mentre allo stesso tempo Liam si distrae col lavoro. Campbell chiede a Navid di accompagnare la sua fidanzata in giro dove Navid scopre casualmente che Campbell sta usando Navid come copertura, così da poter uscire con un'altra ragazza. Inoltre, Silver e Adrianna decidono di usare il vecchio camion di cibo di Mark come set per il loro documentario dove intervistano persone a caso con i loro problemi di vita.

## Surf festival
- Titolo originale: Life's a Beach
- Scritto da: Michael Zinberg
- Diretto da: Bill Brown

### Trama
Liam decide di aprire il suo negozio di tavole da surf personalizzate per le donne, ma le cose si complicano quando diventa sentimentalmente coinvolto con il suo primo investitore, una giovane donna ricca di nome Sydney che poi si rivela essere sposata. Nel frattempo, Annie e Naomi fanno un patto cioè, che nessuna delle due si sarebbe intromessa nella vita di Mark, Naomi pero cerca di convincere Mark a rimanere a Los Angeles dopo che quest'ultimo ha ricevuto un'offerta di lavorare come capo cuoco in un ristorante di New York, Annie intuisce che Naomi cerca di sabotare Mark pianificando di farlo uscire con Adrianna per impedirgli di partire per New York. Dixon convince Silver a dirigere il primo video musicale di Michaela prima che lei rimanga incinta, ma scoprono che la data di pianificazione per il video è lo stesso giorno dell'inseminazione. Inoltre, Navid uscito dalla Cronos Society cerca di portare a fine il colloquio di lavoro di marketing prestigioso cercando di impressionare il suo teso aspirante datore di lavoro.
- Altri interpreti: Melissa Ordway (Sydney)

## La notte dei misteri
- Titolo originale: Dude, Where's My Husband?
- Scritto da: Matthew Diamond
- Diretto da: Liz Phang

### Trama
Quando Naomi viene assunta da un facoltoso cliente per organizzare una festa favolosa, Naomi non si sente in grado di riuscirci, ma Adrianna suggerisce di organizzare una notte tra ragazze fuori per dimenticare i loro problemi di vita che prende una svolta improvvisa quando (in omaggio al film Fatti, strafatti e strafighe), Naomi si sveglia con nessun ricordo della notte precedente, scoprendo di essersi sposata. Adrianna, che si ritrova coi capelli tinti e Silver cercano di ricordare cosa sia successo, trovando anche Annie. Silver rompe il patto che ha fatto con Adrianna e dorme con Mark. Nel frattempo, Dixon (su suggerimento di Mark) esce con una ragazza incontrata al bar solo per scoprire che prova dei sentimenti per Michaela, uscendo spesso insieme. Liam scopre che segretamente Campbell (che è il figliastro di Sydney) trama di incolpare Navid per truffa del Cronos Society e decide di socializzare con il gruppo Cronos per avvicinarsi a loro, con l'intenzione di trovare un modo per scagionare Navid. Alla fine, Silver dice ad Adrianna che ha dormito con Mark la sera prima. Adrianna rassicura Silver dicendole che è d'accordo, ma le tornano in mente i loro conflitti precedenti.

## Il ritratto dell'artista
- Titolo originale: A Portrait of the Artist As a Young Call Girl
- Scritto da: Bethany Rooney
- Diretto da: Scott Weinger

### Trama
Jordan chiede a Naomi di pianificare una festa di lancio per l'ultimo scrittore hot, noto come autore X, che costringe Annie ad ammettere la sua identità. Silver è preoccupata che Adrianna non accetti il fatto che stia frequentando Mark. Nel frattempo, Dixon scopre che Michaela è invaghita di Navid.
- Altri interpreti: Robbie Jones (Jordan), Charlie Weber (Mark)

## Rivelazioni
- Titolo originale: The Empire State Strikes Back
- Scritto da: Stuart Gillard
- Diretto da: Scott Weinger

### Trama
Liam e Navid, in uno sforzo per ottenere l'adolescente pro-surfer Cassie per essere il loro primo atleta sponsorizzato, chiedono al suo musicista preferito Olly Murs di fare una performance speciale. Nel frattempo, Naomi si reca a New York per fare una buona impressione alla severa e giudicante madre di Jordan, Cheryl, con conseguenze disastrose. L'etichetta chiede ad Annie di dirigersi a New York per presentarla come l'autore del suo romanzo best seller sulla sua vita, ma la sua vecchia fiamma/cliente Patrick, si presenta e la minaccia di non rivelare la sua identità. Dixon viene a conoscere la difficile situazione di Annie e dopo aver affrontato Patrick per le sue minacce, convince Annie a dire la verità. Silver va a New York per seguire Mark quale cerca di lanciare il suo ristorante. Navid e Adrianna decidono di mantenere segreta la loro avventura di una notte.
- Altri interpreti: Robin Givens (Cheryl), Marie Avgeropoulos (Cassie)

## Il processo
- Titolo originale: You Can't Win Em All
- Scritto da: Michael Zinberg
- Diretto da: Patti Carr

### Trama
Quando Mark viene arrestato per possesso di droga, Naomi chiede aiuto a Jordan il quale chiama e chiede un favore a sua madre. Ma Cheryl ha una condizione, che la relazione con Naomi finisca. Nel frattempo, Annie deve fare i conti con la crescente rabbia di Liam derivata dal fatto che la storia con Liam è presente nel suo libro è reso pubblico. Michaela scopre Navid e Adrianna durante un momento intimo. 

## Scandalo regale
- Titolo originale: Scandal Royal
- Scritto da: David Warren
- Diretto da: Terrence Coli e Paul Sciarrotta

### Trama
Naomi tira fuori la sorella di Jordan da una situazione disastrosa, e a sua volta fa un patto con la madre. Teddy torna, dopo una telefonata di Dixon per dirgli che Michaela è scomparsa, quando alla fine la trovano lei annuncia che ha avuto un aborto spontaneo. Liam chiede ad Annie di acquistare l'Off Shore da lui, in modo che possa lasciare gli USA per andare in Australia con Sidney. Più tardi Adrianna si esibisce sul palco dopo l'esibizione dei Fall Out Boy, ma la notte finisce in un disastro.

## Lieto fine
- Titolo originale: We All Fall Down
- Scritto da: Harry Sinclair
- Diretto da: Lara Olsen

### Trama
Adrianna è bloccata sul palco dopo un'esplosione, Navid cerca di salvarla, ma rimane anch'egli intrappolato. Silver riceve una telefonata dal suo medico che le diagnostica il cancro e cade in disperazione, Dixon la incoraggia a non arrendersi. Naomi ospita un evento di beneficenza, invitando i Goo Goo Dolls, intenta a convincere la madre di Jordan a cambiare idea su di lei. Liam è ancora confuso sui suoi sentimenti per Annie, ma è deciso ad andarsene. Parlando con Sidney, gli fa notare dal libro di Annie che lo ama ancora. Alla fine, Annie si unisce a Naomi e Jordan per andare a Washington, Liam segue l'aereo e fa scendere i ragazzi. La puntata e la serie si conclude con Liam che propone ad Annie di sposarlo; mentre lei accetta, Naomi diffonde la parola al resto del gruppo.